# Apantesis ochreata
Apantesis ochreata là một loài bướm đêm thuộc phân họ Arctiinae, họ Erebidae.